# バーローの車輪

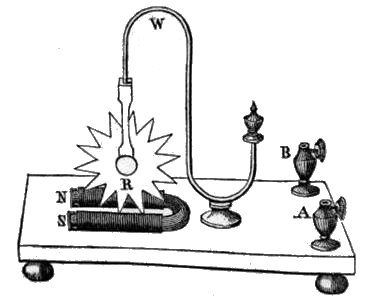
バローの車輪

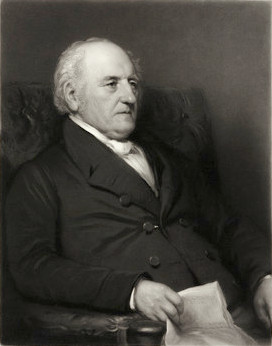
発明者であるピーター・バーロー

バローの車輪（バーローのしゃりん、Barlow wheel）は1822年にイギリスの数学者、物理学者、技術者であったピーター・バーロー(Peter Barlow)とサミュエル・ハンター・クリスティ(Samuel Hunter Christie)によって発明された初期の電動機。
1821年に王立研究所のマイケル・ファラデーによって考案された単極電動機と並び、電気エネルギーを運動エネルギーに変換する装置としては最古の部類に属する。

## 作動原理
車輪の歯車の先端が水銀に接触すると歯車に電流が流れ、フレミングの左手の法則に則ってその電流と永久磁石の磁気との作用で歯車には回転する力が与えられる。

## 文献
- 「モーター進化の百年」『大人の科学マガジン』、学研、2008年9月30日、ISBN 978-4056052763。
- 「バーローの車輪」『月刊うちゅう』第18巻第1号、大阪市立科学館友の会、2001年。